# No-One but You (Only the Good Die Young)
No-One but You (Only the Good Die Young) – napisana przez Briana Maya ballada rockowa, którą nagrali żyjący członkowie brytyjskiego zespołu Queen. W roku 1997 utwór wydano na singlu, który promował ich album kompilacyjny Queen Rocks. Jest to pierwszy i jak dotąd jedyny utwór Queen, który powstał bez udziału Freddiego Mercury’ego (nie licząc utworów nagranych jako Queen + Paul Rodgers). Rolę wokalistów pełnią w nim gitarzysta Brian May i perkusista Roger Taylor.

## Geneza utworu
May napisał „No-one But You…” bezpośrednio po śmierci księżnej Diany, ale utwór zadedykowany jest Freddiemu Mercury’emu i wszystkim, którzy zmarli przedwcześnie. W tekście zawarte jest odniesienie do mitu o Ikarze („Oni tylko latają zbyt blisko słońca”), którego sylwetka znajduje się również na okładce singla.
Utwór był pierwotnie przeznaczony na solowy album Maya, Another World, jednak gdy Roger Taylor zapoznał się z demem, zasugerował by nagrać „No-One but You…” jako Queen. Jest to ostatni utwór, przy którego stworzeniu John Deacon współpracował z Mayem i Taylorem.

## Twórcy
- John Deacon – gitara basowa
- Brian May – gitara elektryczna, fortepian, śpiew
- Roger Taylor – perkusja, śpiew

## Inne wersje
- W 2004, Brian May wraz z aktorką i piosenkarką Kerry Ellis nagrał nową wersję utworu do musicalu We Will Rock You. Utwór w tej wersji można ściągnąć z oficjalnej strony internetowej Queen.